# Ga Tao Poon MRT
Ga Tao Poon (tiếng Thái: สถานีเตาปูน, RTGS: Sathani Tao Pun, phát âm [sā.tʰǎː.nīː tāw pūːn]) là một ga MRT ở Băng Cốc, nằm tại nút giao Tao Pun, Bang Sue, Băng Cốc. Nó là ga chuyển đổi giữa Tuyến Xanh Dương và Tuyến Tím. Nó hiện tại là ga cuối của tuyến Tím.

## Lịch sử
Nhà ga mở cửa vào ngày 6 tháng 8 năm 2016, ban đầu chỉ hoạt động trên tuyến Tím và không kết nối với các tuyến khác của hệ thống tàu điện Băng Cốc do đình trệ thi công và tranh chấp hợp đồng. Dẫn đến việc Thủ tướng Prayut Chan-o-cha dẫn ra điều 44 của Hiến pháp của Vương quốc Thái Lan 2014 vào ngày 27 tháng 12 năm 2016 cho phép tiếp tục thi công, và BEM được quản lý dịch vụ Tuyến Xanh Dương trên ga này. Trong suốt thời gian đó, dịch vụ xe buýt miễn phí được cung cấp, kết nối ga Tao đến Ga Bang Sue MRT.
Một ga mở rộng trên tuyến Xanh Dương từ Bang Sue đến Tao Poon mở cửa vào ngày 11 tháng 8 năm 2017, thêm dịch vụ Tuyến Xanh Dương vào nhà ga này tạo nên sự chuyển đổi trực tiếp trên hai tuyến. Nhà ga đóng vai trò là ga cuối của Tuyến Xanh Dương cho đến ngày 4 tháng 12 năm 2019, khi Tuyến Xanh Dương kéo dài từ Tao Poon đến ga Sirindhorn.

## Tương lai
Tuyến Tím lên kế hoạch kéo dài đến phía Nam, từ Tao Poon đến Rat Burana. Phần mở rộng này đã được chấp thuận bởi chính phủ vào năm 2017, nhưng phần đấu thầu diễn ra vào tháng 11 năm 2021, dự kiến hoàn thành vào tháng 3 năm 2022. Dự án bắt đầu khởi công vào quý III năm 2022 và dự kiến hoàn thành vào cuối năm 2027.

## Hình ảnh

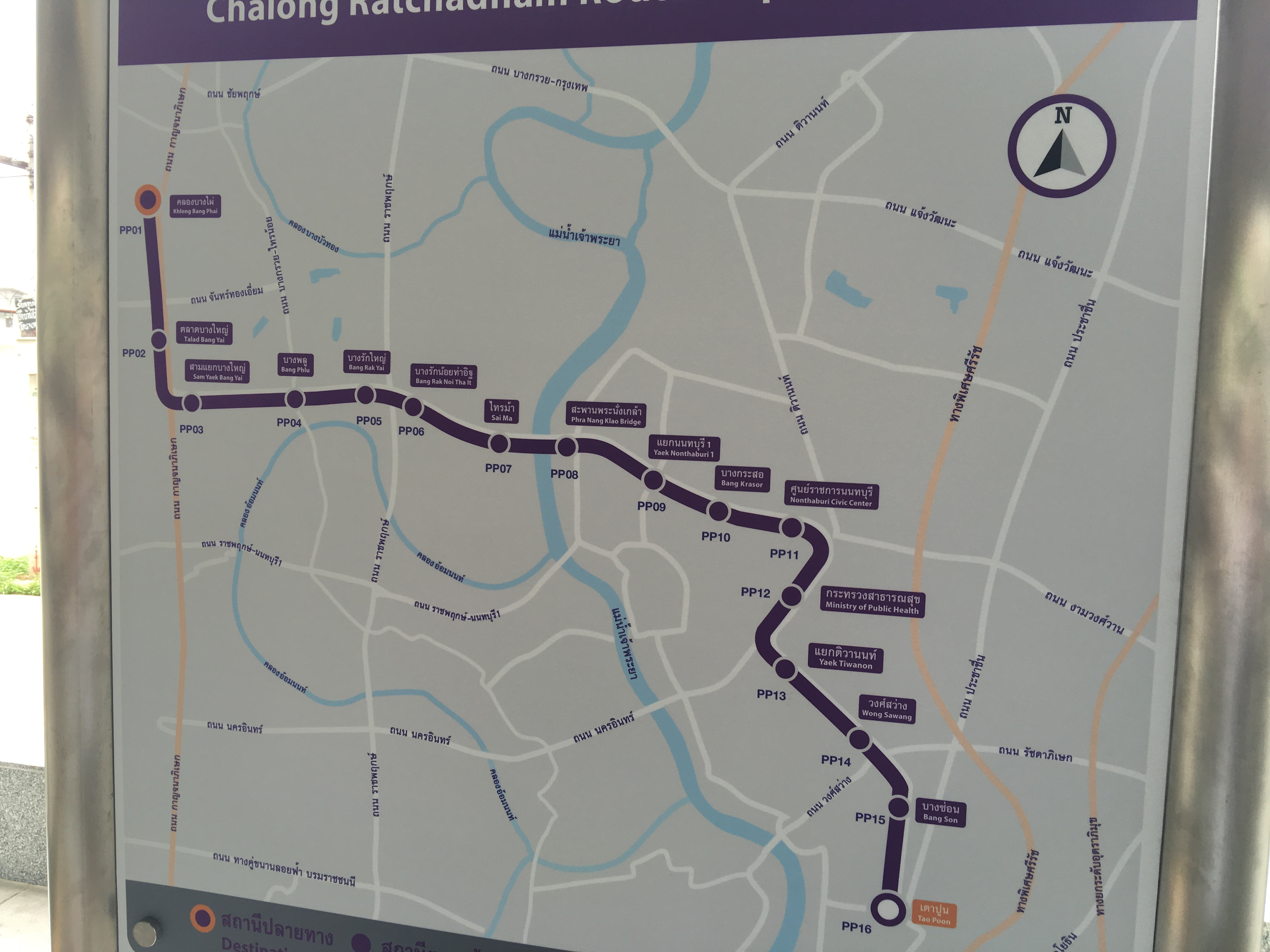
Sơ đồ Tuyến MRT Tím
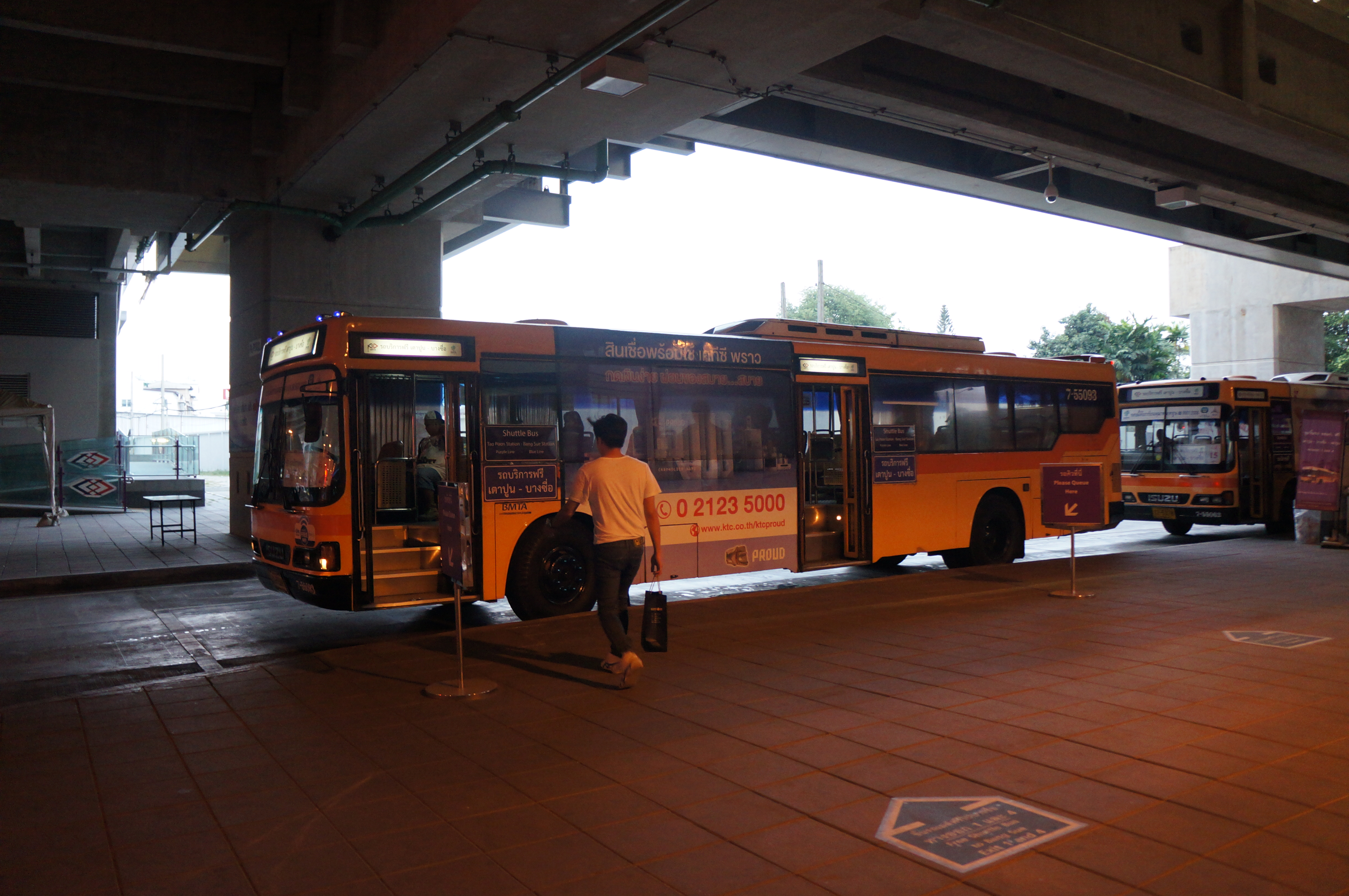
Xe buýt trung chuyển kết nối Ga Bang Sue MRT. Dịch vụ đã kết thúc sau khi tuyến Xanh Dương mở rộng từ Bang Sue
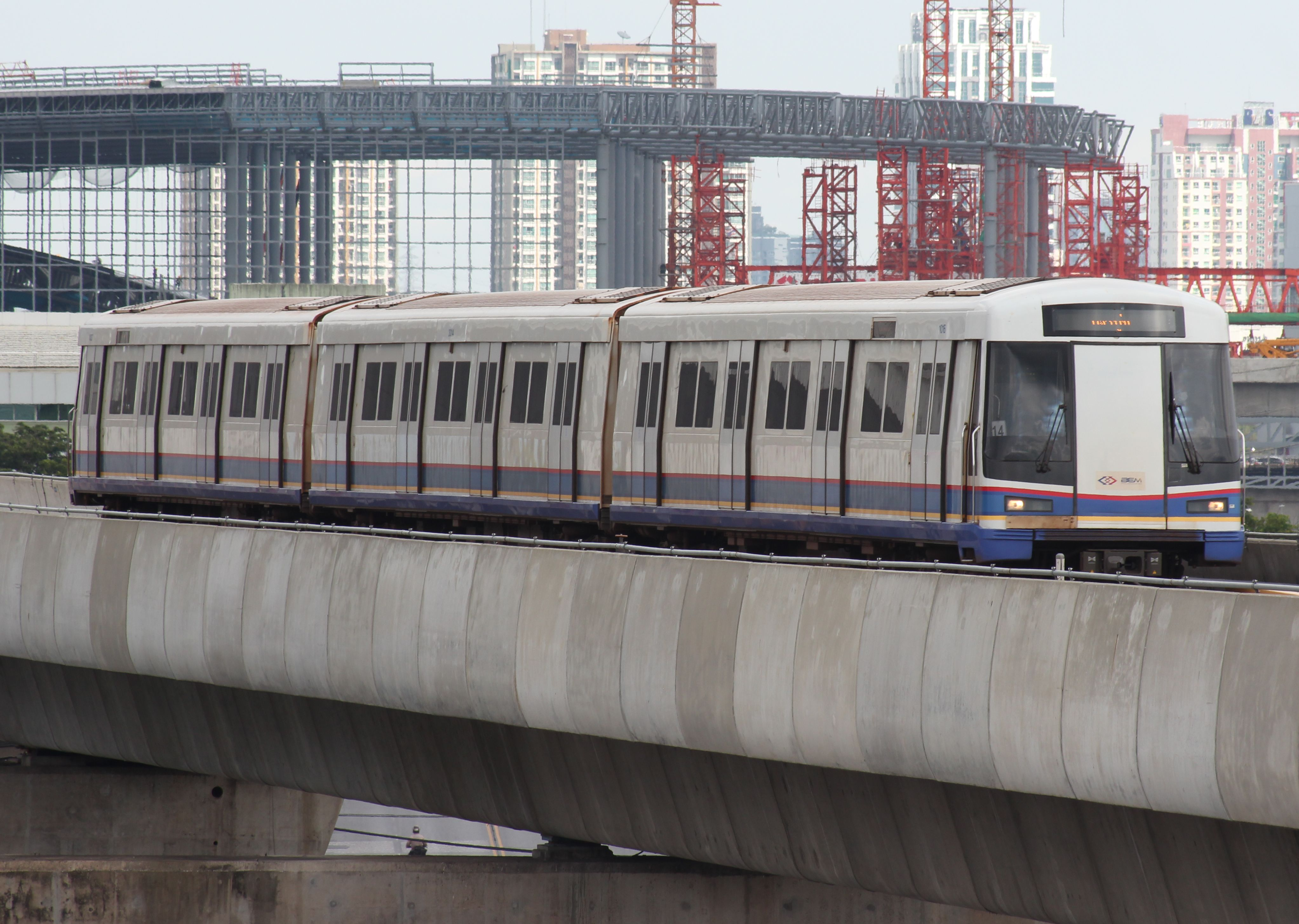
Tàu tuyến Xanh Dương từ Bang Sue đến ga Tao Poon
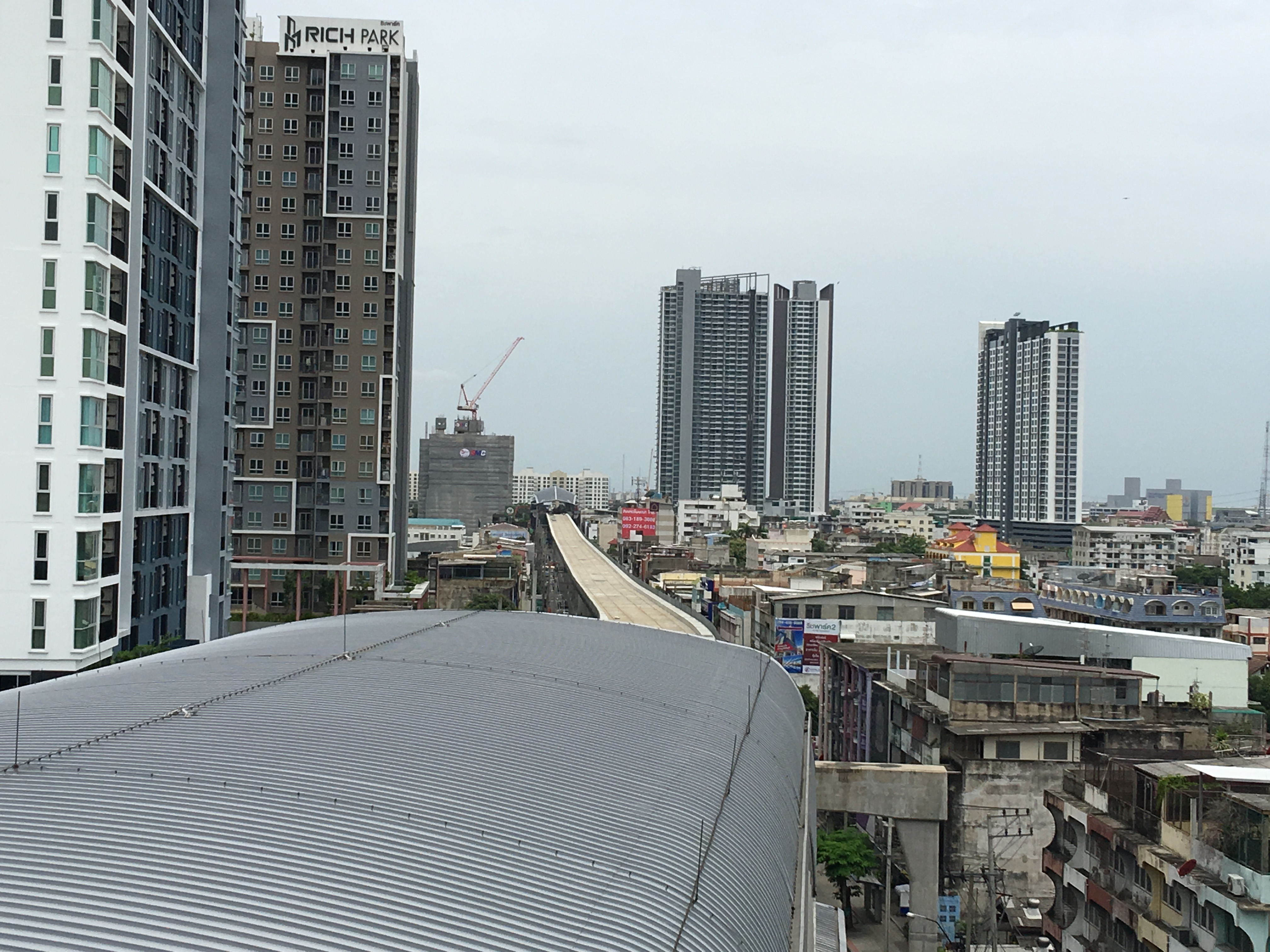
Cầu cạn tuyến Xanh Dương đến Bang Pho đang thi công (Ảnh chụp từ sân ga tuyến Tím)
Ký hiệu ga Tao Poon (Tuyến Xanh Dương)
Ký hiệu ga Tao Poon (Tuyến Tím)